# Лебедко, Константин Сергеевич
Константин Сергеевич Лебедко (род. 13 сентября 1981 года) - заслуженный мастер спорта России (пауэрлифтинг).

## Карьера
Тренируется в Иркутске, тренеры — А. С. Деханов и С. В. Теслева.
В юниорской карьере Константина Лебедко основными достижениями являются: серебро на чемпионатах мира 2003 и 2004 годов, а также бронза на чемпионате России 2000 года, золото на чемпионате России 2003 года, серебро на чемпионате России 2004 года.
В 2006 году Константин стал вице-чемпионом, а в 2007 году чемпионом России в категории до 100 кг.
На чемпионате мира 2007 года Лебедко стал вторым. В 2009 году он становится чемпионом мира. В 2010 году — снова второе место. В 2011 году Константин становится чемпионом России с национальным рекордом и вице-чемпионом мира в категории до 105 кг.
С чемпионата мира 2012 года он снова привозит серебряную награду, уступив победителю лишь из-за большего личного веса. При этом и Лебедко, и Анибал Коимбра из Люксембурга завершили соревнования с рекордом мира 1047,5 кг.
Бронзовый призёр Всемирных игр 2013 года в тяжёлом весе. А на чемпионате мира снова становится вторым.
В 2014 году Константин завоевал золото национального чемпионата и бронзу чемпионата мира.
Приказом министра спорта от 20 июля 2015 г. № 95-нг Константину Лебедко присвоено почётное звание «заслуженный мастер спорта России».